# Annitella obscurata
Annitella obscurata là một loài Trichoptera trong họ Limnephilidae. Chúng phân bố ở miền Cổ bắc.